# Eva Šuranová
Eva Šuranová (voorheen Eva Kucmanová) (Ózd, 24 april 1946 - Bratislava, 31 december 2016) was een Tsjecho-Slowaakse atlete, die uitkwam op de onderdelen verspringen, sprint, vijfkamp en hordelopen. Ze nam tweemaal deel aan de Olympische Spelen en won hierbij één bronzen medaille.

## Loopbaan
Op de Olympische Spelen van 1972 in München veroverde Šuranová bij het onderdeel verspringen brons. De door haar gesprongen 6,67 m betekende haar beste prestatie ooit.
Vier jaar later nam ze opnieuw deel aan de Spelen, maar eindigde hierbij op een laatste plaats, nadat zij als enige atlete driemaal ongeldig had gesprongen.

## Titels
- Tsjecho-Slowaaks kampioene 100 m - 1975
- Tsjecho-Slowaaks kampioene 100 m horden - 1969
- Tsjecho-Slowaaks kampioene verspringen - 1965, 1966, 1967, 1968, 1969, 1972, 1974, 1975
- Tsjecho-Slowaaks kampioene zevenkamp - 1967
- Tsjecho-Slowaaks indoorkampioene 50 m - 1976

## Persoonlijk record
| Onderdeel   | Prestatie | Datum            | Plaats  |
| ----------- | --------- | ---------------- | ------- |
| verspringen | 6,67 m    | 31 augustus 1972 | München |

## Palmares

### 50 m
- 1976:  Tsjecho-Slowaakse kamp. - 6,2 s

### 100 m
- 1975:  Tsjecho-Slowaakse kamp. - 11,6 s

### 100 m horden
- 1969:  Tsjecho-Slowaakse kamp. - 13,6 s

### verspringen
- 1965:  Tsjecho-Slowaakse kamp. - 6,13 m
- 1966:  Tsjecho-Slowaakse kamp. - 6,20 m
- 1966: 12e EK te Boedapest - 5,98 m
- 1967:  Tsjecho-Slowaakse kamp. - 6,33 m
- 1967: 7e EK te Athene - 6,21 m
- 1968:  Tsjecho-Slowaakse kamp. - 6,25 m
- 1969:  Tsjecho-Slowaakse kamp. - 6,48 m
- 1972:  Tsjecho-Slowaakse kamp. - 6,54 m
- 1972:  OS - 6,67 m
- 1974:  Tsjecho-Slowaakse kamp. - 6,56 m
- 1974:  EK te Rome - 6,60 m
- 1975:  Tsjecho-Slowaakse kamp. - 6,38 m

### vijfkamp
- 1967:  Tsjecho-Slowaakse kamp. - 4550 p